# Битва при Находе
Битва при Находе (нем. Schlacht bei Nachod) произошла 27 июня 1866 года во время австро-прусско-итальянской войны. Она стала первым крупным сражением австро-прусской войны. 

## Перед сражением
2-я прусская армия, вторгшаяся в Богемию, была вынуждена разделиться, чтобы пройти через перевалы Крконоше. 5-й корпус генерала он инфантерии фон Штейнмеца — 21 1/2 батальонов, 31 эскадрон, 90 орудий — наступал из Глатца через Райнерц, перевал Хуммель, Левин и Гелленау к государственной границе в Шлане. Здесь 26 июня в 17 часов авангард генерал-майора фон Левенфельда пересек границу с Богемией и двинулся на город Наход в Богемии. 
Чтобы противостоять опасности флангового фланга его армии пруссаков, вечером 26 июня Бенедек наконец решил послать 6-й армейский корпус, командующий генерал барон фон Рамминг — 28 батальонов, 4 эскадрона, 72 орудия; 1-я резервная кавалерийская дивизия — в Наход, чтобы заблокировать перевалы. Приказ Бенедека был получен Раммингом только в 1:30 ночи 27 июня. Первые австрийские войска выступили в путь в 3:30 утра, основная часть корпуса выступила в 5:00 утра, не поев.
Корпус Рамминга рано утром 27 июня двинулся в четырёх колоннах по-бригадно из Опочно к Скалицу, где должен был занять позицию, выдвинув авангард к Находу, с целью прикрыть сосредоточение главных сил у Йозефштадта против обозначившегося наступления пруссаков; при наступлении которых было приказано их энергично атаковать.
Правофланговая бригада генерала Гертвека была направлена к селу Высокову; следующие бригады получили направления: Йонака — в Клены, Розенцвейга и Вальдштеттена — обе к Скалицу.
5-му прусскому корпусу (2-й армии) приказано было выступить из Рейнерца 27 июня в 5 часов утра, перейти к Находу, в окрестностях которого и у Высокова расположиться биваком. В голове корпуса наступала кавалерийская бригада Внука, за ней 10-я пехотная дивизия при 48 орудиях и три батальона 9-й пехотной дивизии. Бригада 9-й пехотной дивизии (генерала Оллеха), составлявшая главные силы авангарда, двинулась из Шлапея в 6 часов утра также к Находу, который ещё вечером 26-го был занят передовым отрядом (2 1/2 батальона, 2 эскадрона, 6 орудий); всего же в авангарде фон Левенфельда — 6 1/2 батальонов, 5 эскадронов, 12 орудий.

## Ход сражения

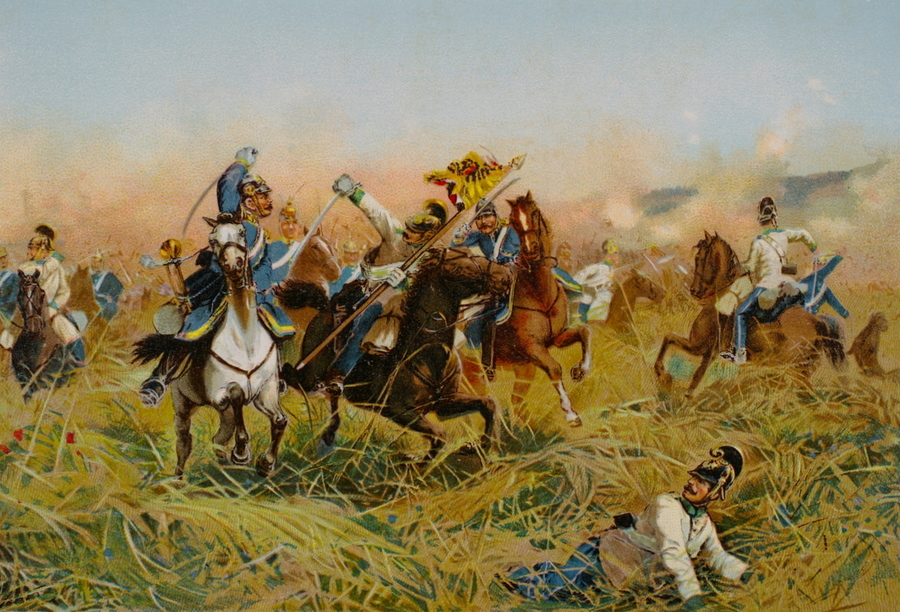
Р. Кнётель. Битва при Находе

Около 8:30 утра бригада Гертвека атаковала прусский авангард, успевший продвинуться на плато у Высокова и занявший высоты Венцельсберга. Атака была отбита, и Гертвек отступил к Шонову. В дальнейшем бою приняла участие только часть этой бригады, которой и удалось удержаться в деревне Венцельсберг. Узнав об этой неудаче, Рамминг около 10:30 послал на поддержку одну за другой две другие бригады — Йонака от Шонова и Розенцвейга от Проводова.
После полуторачасового боя австрийцы оттеснили слабый прусский авангард к Бранкавальдскому лесу на Нойштадскую дорогу. Единственной поддержкой от далеко находившихся прусских главных сил явилась кавалерийская бригада Внука (8 эскадронов, 6 орудий), которая прибыла в 11 часов утра и вступила в бой с 5 1/2 эскадронами австрийской бригады Сольмса южнее Высокова. Прусская конница была отброшена австрийцами, но последняя, при преследовании, сама попала под сильный огонь пехотных частей и отошла, очистив плато. Прусская конница утвердилась перед дефиле, что способствовало дальнейшему ведению пехотного боя, который для пруссаков и начал принимать благоприятный оборот.
Хотя австрийцы около 12:00 овладели всем плато к югу от Высокова и на поле сражения прибыла последняя бригада Вальдштеттена, а также корпусной артиллерийский резерв, но затем их разрозненные атаки против Бранкавальдского леса не имели успеха, а между тем к пруссакам стали подходить головные части 10-й дивизии, что вынудило австрийцев отступить от леса.
Оставшаяся свежая бригада Вальдштеттена в 13:00 атаковала Высоков со стороны Старкоча в охват правого фланга пруссаков и вначале имела успех, ворвавшись даже в селение. Однако 20-я прусская бригада выбила Вальдштеттена из Высокова, и он начал отступление. Таким образом, усилия австрийцев отнять у пруссаков плато Высокова не увенчались успехом.
Вскоре Рамминг, получив известие, что со стороны Кастелеца (к северу от Высокова) подходят прусские колонны, приказал всему корпусу собраться у Скалица. Отступление совершено под прикрытием огня резервной артиллерии, которая своей меткой стрельбой долго не позволяла выдвинуть орудия на край плато Высокова. Пруссаки не преследовали; огонь же их артиллерии, выехавшей на плато, не достигал цели.

## После сражения
Противники потеряли: австрийцы — 232 офицеров и 5487 нижних чинов убитыми, ранеными и пленными, а также 8 орудий; пруссаки — 62 офицера и 1060 нижних чинов убитыми и ранеными.
К 18:00 австрийцы расположились биваком у Скалица, пруссаки — между Высоковом и Альтштадтом.Дезорганизация корпуса Рамминга была до того сильна, что он в своём сообщении в штаб армии доносил о невозможности выдержать на следующий день новую атаку пруссаков.